# Quirodontins
Cheirodontinae és una subfamília de peixos de la família Characidae
Tribus: Cheirodontini...

Gèneres: Acinocheirodon - Aphyocheirodon - Cheirodon - Cheirodontops - Compsura - Heterocheirodon - Kolpotocheirodon - Macropsobrycon - Nanocheirodon - Odontostilbe - Paracheirodon - Prodontocharax - Pseudocheirodon - Saccoderma - Serrapinnus - Spintherobolus